# Vanguard: Saga of Heroes
Vanguard: Saga of Heroes était un jeu de rôle en ligne massivement multijoueur développé par Sigil Games Online. Le jeu a été commercialisé au début de l'année 2007 et était édité par Sony Online Entertainment. Il était fermé le 31 juillet 2014.

## Développement
L'équipe derrière Vanguard est connue pour regrouper plusieurs développeurs qui ont conçu et travaillé sur le MMORPG EverQuest durant de nombreuses années, les plus célèbres étant Brad McQuaid, Jeff Butler et Keith Parkinson. De plus, la majorité des développeurs ont travaillé sur d'autres jeux massivement multijoueur(comme par exemple Planetside 2) ou sur d'autres jeux reprenant l'univers d’EverQuest.
L'équipe a eu de modestes débuts, ne se composant au départ que de quelques personnes. Le développement de Vanguard commencé, elle s'est rapidement agrandie, Brad McQuaid recrutant des développeurs selon les besoins croissants de la création du jeu.
Le développement de Vanguard a commencé très tôt en 2002, et l'accord de publication conclu avec Microsoft a été rendu public en avril 2002. Le nom du jeu a été annoncé le 16 mars 2004, soit exactement 5 ans après la sortie d’EverQuest. Sigil a ensuite dévoilé la première image du jeu en avril, et a annoncé en mai que le jeu exploite le moteur de jeu UnrealEngine.
Les débuts de Vanguard sont difficiles, beaucoup de bugs (crashs, quêtes non terminées) et un contenu de niveau 40+ trop limité à la collecte de faction. Les fans accusent le jeu d'être sorti trop tôt. En mai 2007 Sony rachète Sigil et promet une relance du jeu. En juillet 2007, les 13 serveurs du jeu fusionnent en 4 serveurs.
À la suite de cette réduction du nombre de serveurs, leur population atteint un nombre suffisant pour pallier la baisse du nombre d'abonnés. Suivront ensuite des « game updates » (patchs réguliers) qui corrigeront la grande majorité des bugs, mais apporteront aussi du contenu (nouveaux donjons, rééquilibrage des classes, etc.). Rapidement, le jeu voit disparaître les défauts de ses débuts.
Les serveurs ont été fermés le 31 juillet 2014.

## L'univers
Vanguard prend place dans un univers médiéval fantastique composé d'Elfes, de Nains, de monstres, de guerriers et de tout ce qui compose un univers de ce genre.
Le jeu se déroule dans un monde appelé Telon et composé de trois continents, inspirés librement de cultures réelles. Thestra est basé sur un monde européen; Qualia, sur le type perse; et enfin Kojan s'inspire du continent asiatique.
Les races jouables sont les Humains (ayant des caractéristiques différentes selon qu'il appartiennent aux tribus Thestran, Varanjar, Kojani, Qaliathari, Morbedi ou Varanthari), les Elfes (grands Elfes, Elfes des bois, Semi-Elfes ou Elfes noirs), les Hobbits, les Nains, les Géants, les Vulmanes (sortes d'hommes-loups), les Gobelins, les Orcs, les Raki (homme-renards), les Gnomes et les Kurashasa (hommes-lions).